# Nguyễn Đình Chiểu
Nguyễn Đình Chiểu (ur. 1 lipca 1822, zm. 3 lipca 1888) – wietnamski poeta.
Urodził się w prowincji Gia Định w pobliżu Sajgonu, jego ojciec był urzędnikiem. W 1843 roku zdał egzaminy urzędnicze i trzy lata później udał się do stołecznego Huế, by wzorem ojca podjąć pracę w administracji, lecz na wieść o śmierci matki niedługo potem wrócił do domu. W tym samym czasie na skutek przebytej infekcji całkowicie stracił wzrok, co zamknęło przed nim karierę urzędniczą. Osiadł w rodzinnej prowincji, gdzie pracował jako nauczyciel i lekarz.
Po zajęciu przez Francuzów Kochinchiny przyłączył się do walczących z okupantem powstańców i przeniósł się do ich bazy w Delcie Mekongu, gdzie spędził resztę życia. Tworzył przesycone patriotycznym duchem poezje, w których zachęcał do oporu przeciw cudzoziemcom i atakował współpracujących z nimi Wietnamczyków oraz tych, którzy przechodzili na katolicyzm. Skomponował m.in. owację pogrzebową na cześć walczącego z Francuzami generała Trươnga Cônga Địnha oraz poemat Lục Vân Tiên o charakterze moralizatorskim. Zmarł w Ba Tri, w prowincji Bến Tre.